# Diachrysia humeralis
Diachrysia humeralis là một loài bướm đêm trong họ Noctuidae.